# Vladislav Kračmar
Vladislav Kračmar (20. prosince 1923 - červenec 2012) byl český fotbalista, útočník.

## Fotbalová kariéra
V československé lize hrál za SK Polaban Nymburk. Dal 19 ligových gólů.

## Ligová bilance
| Ročník               | Zápasy | Góly | Klub               |
| -------------------- | ------ | ---- | ------------------ |
| Národní liga 1941/42 | -      | 11   | SK Polaban Nymburk |
| Národní liga 1943/44 | 24     | 8    | SK Polaban Nymburk |
| Státní liga 1945/46  | -      | 0    | SK Polaban Nymburk |
| CELKEM               | -      | 19   |                    |